# Lisa Kudrow
Lisa Valerie Kudrow (født 30. juli 1963) er en Emmy- og Screen Actors Guild Awards-vindende polsk-amerikansk skuespillerinde, som hovedsageligt er kendt for sin rolle i tv-serien Venner og sin rolle i tv-serien The Comeback.

## Biografi

### Opvækst
Kudrow er født den 30. juli 1963 i Encino, Californien, som datter af Nedra, der arbejdede i et rejsebureau, og Lee Kudrow, en migrænespecialist og læge. Kudrow voksede op i en øvre middelklasse ashkenazi-jødisk familie og hun har en storesøster, Helene Marla, og en storebror, neurologen David Kudrow. Hendes onkel er komponist/dirigenten Harold Farberman. Efter at have afsluttet Portola Middle School i Tarzana, Californien, dimitterede hun fra Taft High School i Woodland Hills, Californien og fik senere sin "Bachelor of Science" i biologi på Vassar College i 1985. Hun har også taget guitar-timer, da hun var yngre.

### Karriere
Kudrow havde egentlig tænkt sig at følge i sin fars fodspor som forsker i hovedpine, men blev inspireret af en af hendes brors venner til at optræde. Hun blev "opdaget" og begyndte sin skuespillerkarriere. Hun begyndte sin komiske karriere som medlem af The Groundlings, sammen med blandt andre Will Ferrell og Janeane Garofalo. En kort tid var Kudrow sammen med Conan O'Brien og instruktør Tim Hillman i Unexpected Company, som kun fik en kort levetid. Hun var det eneste kvindelige faste medlem af The Transformers Comedy Troupe, en teatergruppe, der blev styret af Stan Wells, og som spillede forskellige forestillinger på Empty Stage Comedy Theatre. 
Kudrow har spillet med i en episode af Sams bar. Hun prøvede også at komme med i Saturday Night Live, men de valgte Julia Sweeney i stedet for. Hun havde en tilbagevendende rolle i Bob, Bob Newharts tredje CBS-serie, men hendes rolle blev skrevet ud af serien i slutningen af 1. sæson. Hun var hyret til at spille Roz i Frasier, men afsnittet blev filmet om under indspilningen af det første afsnit, fordi producerne ikke syntes, at Kudrow passede til rollen.
En af medarbejderne på Frasier arbejdede også på Venner, og hun opfordrede Kudrow til at gå til audition til denne serie. Hendes første store rolle var dog som Ursula Buffay i 1992, en excentrisk servitrice i Vild med dig (denne rolle dukkede sidenhen op i Venner som Phoebe Buffays tvillingesøster). 
Trods mindre modgang i starten fik Kudrow rollen som Phoebe Buffay i den amerikanske tv-serie Venner, en rolle som hun i 1998 fik en Emmy for i kategorien: Outstanding Supporting Actress in a Comedy Series. Hun spillede rollen fra seriens start i 1994 til seriens afslutning i 2004. Venner blev en kæmpesucces for Kudrow, der sammen med sine medskuespillere fik en mængde faste seere og stor anerkendelse. Kudrow er den af seriens skuespillere, som fik flest Emmynomineringer; 6 i alt. Kudrow fik et honorar på en mio. kroner pr. afsnit i seriens to sidste sæsoner. Ifølge Guinness Rekordbog (2005) blev Kudrow (sammen med sine medskuespillerinder) en af de højest betalte kvindelige tv-skuespillere i verden.              
Hendes filmroller inkluderer roller i Romy and Michele's High School Reunion, Hanging Up, Marci X, Analyze This og dens efterfølger Analyze That. Kudrow har også haft dramatiske roller, fx i Wonderland, der handler om pornostjernen John Holmes. Hun har oftest fået kritik for sine dramatiske roller, fx for sine roller i instruktøren Don Roos' film som The Opposite of Sex og Happy Endings. Efter Venner spillede Kudrow Valerie Cherish, hovedrollen i HBOs tv-serie The Comeback. Serien havde premiere på HBO 5. juni 2005. Udover at være medvirkende i serien virkede hun også som forfatter og ledende producer. Showet, der handler om en tidligere sitcom-stjerne, der prøver at få et comeback, holdt kun en sæson. Kudrow fik en Emmy-nominering i kategorien: Outstanding Lead Actress in a Comedy Series, for hendes arbejde på showet, og den gjorde hende til den første fra Venner, der fik en større prisnominering siden Venner sluttede. 
Kudrow har også lagt stemme til flere tegnefilmsfigurer, deriblandt som Afrodite i tegnefilmen Herkules og lagt stemme til hunbjørnen Ava i Dr. Dolittle 2, bl.a. sammen med Steve Zahn og Eddie Murphy fra 2001.
Kudrows nyeste rolle er som Denise i filmen PS, I Love You, hvor hun spiller sammen med bl.a. Hilary Swank.
Kudrow er også med i upcoming-filmen Will, sammen med Gaelan Connell, Vanessa Hudgens og mange andre. Kudrow har rollen som Karen Burton, Wills mor.

### Privat
Kudrow havde et forhold til Conan O'Brien indtil han flyttede til New York for at være vært på sit eget tv-show i begyndelsen af 1993. Den 27. maj 1995 blev hun, som den første af Venner-stjernerne, gift. Hendes ægtemand er Michel Stern, som er en fransk reklamechef. De har sammen en søn ved navn Julian Murray, som blev født den 7. maj 1998. Kudrows graviditet blev skrevet ind i serien, sådan at Phoebe er gravid med sin halvbrors trillinger på samme tidspunkt.

### Kuriosa
- Hendes filmdebut skulle have været i filmen Impulse fra 1990, men hendes scener blev klippet ud inden premieren.
- Alle hendes optagelser til filmen Wonderland (film) blev filmet i løbet af 3 dage.
- Hun er det højeste kvindelige medlem af Venner med sine 1.73 cm.
- Indtil 2004 var hun det eneste medlem af gruppen der havde et barn. Matt LeBlancs datter Marina Pearl var født den 8. februar 2004 og Courteney Coxs datter Coco Riley var født den 13. juni 2004.
- Hun taler flydende fransk, noget der faktisk kommer til anvendelse i et afsnit af Venner.
- Hun er en stor fan af skuespillerinden Diane Keaton, hvis lillesøster hun spillede i Hanging Up fra 2000.

## Filmografi

### Tv
- Just Temporary – Nicole (1989)
- Cheers –  (1989)
- Newhart –  (1990)
- Life Goes On – (1990)
- Murder in High Places – (1991)
- To the Moon, Alice – Ven til Perky (1991)
- Room for Two – (1992)
- Flying Blind – (1993)
- Bob – Kathy Fleisher (1993)
- Coach – Lauren (1993-1994)
- Hope & Gloria – (1996)
- Duckman: Private Dick/Family Man – (1996)
- Saturday Night Live – (1996)
- Dr. Katz, Professional Therapist – (1997)
- Hercules – Afrodite  (1998-1999)
- The Simpsons – (1998)
- Mad About You – Ursula Buffay (1992-1999)
- Blue's Clues – (2001)
- King of the Hill – (2001)
- Venner – Phoebe Buffay (1994-2004)
- Hopeless Pictures – Sandy (2005)
- Father of the Pride – Foo-Lin (2004-2005)
- The Comeback – Valerie Cherish (2005)
- American Dad! – (2006)
- Hundehotellet - (2008)
- Bad Neighbours - (2014)
- Death to 2020 - (2020)

### Film
| År   | Titel                                  | Rolle                 | Bemærkninger |
| ---- | -------------------------------------- | --------------------- | ------------ |
| 1989 | L.A. on $5 a Day                       | Charmer               |              |
| 1991 | Dance with Death                       | Millie                |              |
| 1991 | The Unborn                             | Louisa                |              |
| 1992 | In the Heat of Passion                 |                       |              |
| 1994 | In the Heat of Passion II: Unfaithful  | Teller                |              |
| 1995 | The Crazysitter                        | Adrian Wexler-Jones   |              |
| 1996 | Mother                                 | Linda                 |              |
| 1997 | Romy and Michele's High School Reunion | Michele Weinberger    |              |
| 1997 | Clockwatchers                          | Paula                 |              |
| 1997 | Hacks                                  | Læsende kvinde        |              |
| 1998 | The Opposite of Sex                    | Lucia DeLury          |              |
| 1999 | Analyze This                           | Laura MacNamara Sobel |              |
| 2000 | Hanging Up                             | Maddy Mozell          |              |
| 2000 | Lucky Numbers                          | Crystal               |              |
| 2001 | All Over the Guy                       | Marie                 |              |
| 2001 | Dr. Dolittle 2                         | Ava                   | Stemme       |
| 2002 | Bark!                                  | Dr. Darla Portnoy     |              |
| 2002 | Analyze That                           | Laura Sobel           |              |
| 2003 | Marci X                                | Marci Feld            |              |
| 2003 | Wonderland (film)                      | Sharon Holmes         |              |
| 2005 | Happy Endings                          | Miriam 'Mamie' Toll   |              |
| 2007 | Kabluey                                | Leslie                |              |
| 2007 | P.S. I Love You                        | Denise Hennessey      |              |
| 2008 | Powder Blue                            |                       |              |
| 2008 | Will                                   | Karen Burton          |              |
| 2009 | Love and other Impossible Pursuits     |                       |              |
| 2009 | Hotel for Dogs                         |                       |              |

## Awards & nomineringer
| År   | Award                                  | Kategori                                                                   | Title på arbejdet                       | Resultat  |
| ---- | -------------------------------------- | -------------------------------------------------------------------------- | --------------------------------------- | --------- |
| 1995 | Emmy Award                             | Outstanding Supporting Actress in a Comedy Series                          | Friends                                 | Nomineret |
| 1995 | Screen Actors Guild Award              | Outstanding Performance by an Ensemble in a Comedy Series                  | Mad About You                           | Nomineret |
| 1996 | American Comedy Award                  | Funniest Supporting Female Performer in a TV Series                        | Friends                                 | Nomineret |
| 1996 | Golden Globe Award                     | Best Supporting Actress in a TV Series, Mini-Series or TV Movie            | Friends                                 | Nomineret |
| 1996 | Screen Actors Guild Award              | Outstanding Performance by a Female Actor in a Comedy Series               | Friends                                 | Nomineret |
| 1996 | Screen Actors Guild Award              | Outstanding Performance by an Ensemble in a Comedy Series                  | Friends                                 | Vundet    |
| 1997 | Emmy Award                             | Outstanding Supporting Actress in a Comedy Series                          | Friends                                 | Nomineret |
| 1998 | Emmy Award                             | Outstanding Supporting Actress in a Comedy Series                          | Friends                                 | Vundet    |
| 1998 | New York Film Critics Circle Award     | Best Supporting Actress                                                    | The Opposite of Sex                     | Vundet    |
| 1998 | Satellite Awards                       | Best Actress in a Motion Picture, Comedy or Musical                        | Romy and Michelle's High School Reunion | Nomineret |
| 1999 | American Comedy Award                  | Funniest Supporting Female Performer in a TV Series                        | Friends                                 | Nomineret |
| 1999 | American Comedy Award                  | Funniest Supporting Actress in a Motion Picture                            | The Opposite of Sex                     | Nomineret |
| 1999 | American Comedy Award                  | Funniest Female Guest Appearance in a TV Series                            | Mad About You                           | Nomineret |
| 1999 | Chicago Film Critics Association Award | Best Supporting Actress                                                    | The Opposite of Sex                     | Nomineret |
| 1999 | Emmy Award                             | Outstanding Supporting Actress in a Comedy Series                          | Friends                                 | Nomineret |
| 1999 | Independent Spirit Award               | Best Supporting Actress                                                    | The Opposite of Sex                     | Nomineret |
| 1999 | Online Film Critics Society Award      | Best Supporting Actress                                                    | The Opposite of Sex                     | Nomineret |
| 1999 | Screen Actors Guild Award              | Outstanding Performance by a Female Actor in a Comedy Series               | Friends                                 | Nomineret |
| 1999 | Screen Actors Guild Award              | Outstanding Performance by an Ensemble in a Comedy Series                  | Friends                                 | Nomineret |
| 2000 | American Comedy Award                  | Funniest Supporting Female Performer in a TV Series                        | Friends                                 | Nomineret |
| 2000 | American Comedy Award                  | Funniest Female Performer in a TV Special                                  | Friends                                 | Nomineret |
| 2000 | American Comedy Award                  | Funniest Supporting Actress in a Motion Picture                            | Analyze This                            | Nomineret |
| 2000 | Emmy Award                             | Outstanding Supporting Actress in a Comedy Series                          | Friends                                 | Nomineret |
| 2000 | Screen Actors Guild Award              | Outstanding Performance by a Female Actor in a Comedy Series               | Friends                                 | Vundet    |
| 2000 | Screen Actors Guild Award              | Outstanding Performance by an Ensemble in a Comedy Series                  | Friends                                 | Nomineret |
| 2001 | American Comedy Award                  | Funniest Supporting Female Performer in a TV Series                        | Friends                                 | Nomineret |
| 2001 | Emmy Award                             | Outstanding Supporting Actress in a Comedy Series                          | Friends                                 | Nomineret |
| 2001 | Satellite Award                        | Best Actress in a TV Series, Comedy or Musical                             | Friends                                 | Nomineret |
| 2001 | Screen Actors Guild Award              | Outstanding Performance by an Ensemble in a Comedy Series                  | Friends                                 | Nomineret |
| 2002 | Satellite Award                        | Best Actress in a TV Series, Comedy or Musical                             | Friends                                 | Nomineret |
| 2002 | Screen Actors Guild Award              | Outstanding Performance by an Ensemble in a Comedy Series                  | Friends                                 | Nomineret |
| 2003 | Screen Actors Guild Award              | Outstanding Performance by an Ensemble in a Comedy Series                  | Friends                                 | Nomineret |
| 2004 | Screen Actors Guild Award              | Outstanding Performance by a Female Actor in a Comedy Series               | Friends                                 | Nomineret |
| 2004 | Screen Actors Guild Award              | Outstanding Performance by an Ensemble in a Comedy Series                  | Friends                                 | Nomineret |
| 2006 | Emmy Award                             | Outstanding Lead Actress in a Comedy Series                                | The Comeback                            | Nomineret |
| 2006 | Gracie Allen Award                     | Outstanding Female Lead in a Comedy Series                                 | The Comeback                            | Vundet    |
| 2006 | Satellite Award                        | Best Actress in a TV Series, Comedy or Musical                             | The Comeback                            | Nomineret |
| 2008 | Satellite Award                        | Best Actress in a Motion Picture, Comedy or Musical                        | Kabluey                                 | Nomineret |
| 2009 | Streamy Award                          | Best Female Actress in a Web Comedy Series                                 | Web Therapy                             | Nomineret |
| 2009 | Webby Award                            | Special Achievement: Outstanding Comedic Performance                       | Web Therapy                             | Vundet    |
| 2010 | Streamy Award                          | Best Female Actor in a Comedy Web Series                                   | Web Therapy                             | Nomineret |
| 2010 | Webby Award                            | Best Individual Performance                                                | Web Therapy                             | Nomineret |
| 2010 | Golden Derby TV Awards                 | Outstanding Guest Actress in a Comedy Series                               | Cougar Town                             | Nomineret |
| 2011 | Webby Award                            | Best Individual Performance                                                | Web Therapy                             | Vundet    |
| 2012 | Emmy Award                             | Outstanding Special Class – Short-format Live-action Entertainment Program | Web Therapy                             | Nomineret |
| 2012 | Emmy Award                             | Outstanding Reality Program                                                | Who Do You Think You Are                | Nomineret |